# Tessa Sanderson
Teresa Ione (Tessa) Sanderson CBE (Saint Elizabeth (Jamaica), 14 maart 1956) is een voormalige Britse atlete, die was gespecialiseerd in het speerwerpen. Ze nam zesmaal deel aan de Olympische Spelen en won hierbij één gouden medaille. Ook won ze driemaal goud bij de Gemenebestspelen.

## Biografie
Een paar maanden nadat Tessa geboren was, ging haar vader op zoek naar werk in Engeland. Haar moeder volgde een jaar later. Tessa bleef in Jamaica en werd grootgebracht door haar grootmoeder. In de lente van 1965 werd ze herenigd met haar vader en moeder.
Haar beste prestatie boekte Sanderson in 1984 met het winnen van het onderdeel speerwerpen bij de Olympische Spelen van Los Angeles. Met een verbetering van het olympisch record tot 69,56 m versloeg ze de Finse Tiina Lillak (zilver; 69,00) en haar landgenote Fatima Whitbread (brons; 67,14). Hiermee was ze de eerste donkere Britse vrouw die olympisch goud veroverde. Bij haar vijfde olympische deelname in Barcelona (1992) nam ze bij haar eerste poging van 63,58 de leiding in de wedstrijd, maar wist deze prestatie niet te verbeteren. Uiteindelijk zakte ze terug naar een vierde plek. Later dat jaar nam ze revanche door bij de wereldbekerwedstrijden een gouden medaille te behalen.
Na vier jaar nagenoeg niet actief te zijn geweest, was Tessa Sanderson er op de Olympische Spelen van 1996 in Atlanta weer bij. Ditmaal sneuvelde ze in de kwalificatieronde. Het was haar zesde olympisch deelname en ze evenaarde hiermee het record van de Roemeense discuswerper Lia Manoliu. In 1997 zette ze aan punt achter haar sportcarrière.
In haar actieve tijd was Sanderson aangesloten bij WBAC in Wolverhampton. In 1988 presenteerde ze twee jaar het sportnieuws voor Sky Television. Van 1999-2005 was ze vicevoorzitter van de Engelse sportbond. Ook speelde ze enkele kleine rolletjes in verschillende televisieseries. In 1985 werd zij werd benoemd tot Lid in de Orde van het Britse Rijk. In december 1997 werd ze bevorderd tot Officier in dezelfde orde vanwege haar liefdadigheidswerk en in 2004 werd zjj zelfs wederom bevorderd tot Commandeur in deze orde. vanwege haar inzet voor de sport in Engeland. In haar woonplaats Wednesfield is een woonwijk naar haar vernoemd (Sanderson Park). Momenteel helpt ze met het runnen van een academie in Newham (Londen), die de Britse atleten begeleidt die deel moeten nemen aan de Olympische Spelen van 2012 in Londen.

## Titels
- Olympisch kampioene speerwerpen - 1984
- Brits kampioene speerwerpen - 1977, 1978
- Engels (AAA) kampioene speerwerpen - 1975, 1976, 1977, 1979, 1980, 1985, 1989, 1990, 1992, 1996

## Persoonlijke records
- 200 m - 24,89 s (1981)
- 400 m - 57,3 s (1972)
- 100 m horden - 13,46 s (1981)
- 400 m horden - 60,46 s (1977)
- hoogspringen - 1,69 m (1973)
- verspringen - 5,97 m (1981)
- speerwerpen (oud model) - 73,58 (1983)
- zevenkamp - 6125 p (1981)

## Palmares

### speerwerpen
- 1973:  Engelse Gemenebest Trials - 51,34 m
- 1974: 5e Gemenebestspelen - 48,54 m
- 1974:  Midland Counties championships - 52,36 m
- 1975:  Midland Counties championships - 53,76 m
- 1976:  Britse Olympic Trials - 56,14 m
- 1976: 10e OS - 57,00 m
- 1977:  Midland Counties championships - 58,90 m
- 1977:  Britse kampioenschappen - 60,24 m
- 1977:  Europacup - 62,36 m
- 1977:  Wereldbeker - 60,30 m
- 1978:  Britse kampioenschappen - 59,52 m
- 1978:  Britse Olympic Trials - 61,60 m
- 1978:  Gemenebestspelen - 61,34 m
- 1978:  EK - 62,40 m
- 1979:  Europacup - 62,38 m
- 1981:  Pacific Conference Games - 61,56 m
- 1981:  Europacup - 65,94 m
- 1983:  Britse kampioenschappen - 61,44 m
- 1983: 4e WK - 64,76 m
- 1984:  Britse Olympic Trials - 67,02 m
- 1984:  OS - 69,56 m (OR)
- 1986:  Gemenebestspelen - 69,80 m
- 1987: 4e WK - 67,54 m
- 1989:  Europacup - 59,72 m
- 1990:  Gemenebestspelen - 65,72 m
- 1991:  Britse kampioenschappen - 55,50 m
- 1991:  Europacup - 65,18 m
- 1992: 4e OS - 63,58 m
- 1992:  Wereldbeker - 61,86 m
- 1997:  Britse kampioenschappen - 58,30 m

### 60 m horden (indoor)
- 1977:  AAA-kampioenschappen - 8,6 s

### 400 m horden
- 1977:  Britse kampioenschappen - 60,46 s
- 1977:  Midland Counties championships - 61,9 s

### zevenkamp
- 1975:  Midland Counties championships - 3521 p

## Wereldranglijst
- 1977: 3e 67,20 m
- 1978: 5e 64,00 m
- 1979: 5e 65,34 m
- 1980: 3e 69,70 m
- 1981: 2e 68,86 m
- 1982: -
- 1983: 2e 73,58 m
- 1984: 7e 69,56 m
- 1985: 4e 71,18 m
- 1986: 6e 79,80 m
- 1987: 9e 67,86 m
- 1988: 3e 71,70 m

1932: Babe Zaharias ·
1936: Tilly Fleischer ·
1948: Herma Bauma ·
1952: Dana Zátopková ·
1956: Inese Jaunzeme ·
1960: Elvīra Ozoliņa ·
1964: Mihaela Peneș ·
1968: Angéla Németh ·
1972: Ruth Fuchs ·
1976: Ruth Fuchs ·
1980: María Colón ·
1984: Tessa Sanderson ·
1988: Petra Felke ·
1992: Silke Renk ·
1996: Heli Rantanen ·
2000: Trine Hattestad ·
2004: Osleidys Menéndez ·
2008: Barbora Špotáková ·
2012: Barbora Špotáková ·
2016: Sara Kolak ·
2020: Liu Shiying ·
2024: Haruka Kitaguchi